# 適正在庫
適正在庫（てきせいざいこ）は、商品や材料の在庫管理における在庫の概念の一つ。欠品防止のために決めたサービス率を必要最小限満足させるミニマム安全在庫を保有して所定の販売・需給・輸送ならびに在庫の管理方式をとったときに、工場または販売拠点等が保有する適正な平均在庫を「適正在庫」と呼ぶ。計算式は以下となる。
```
適正在庫 = サイクル在庫 + 
ミニマム安全在庫
```

ここで、
```
サイクル在庫：発注量（発注点方式においては定量発注量、定期発注方式においては平均発注量）/2
```

ミニマム安全在庫は、間欠需要を考慮した需要変動と、リードタイム変動として把握される供給変動、および情報伝達のタイムラグ、ならびに予測誤差、数量過不足等を考慮して決定される。
である。